# Henrique Soares da Costa
Henrique Soares da Costa (Penedo, Alagoas, Brasil, 11 d'abril de 1963 - Recife, 18 de juliol de 2020) va ser un sacerdot catòlic romà brasiler, bisbe de la diòcesi de Palmares entre 2014 i 2020.

## Trajectòria
El 1981 va ingressar al Seminari de Maceió i, el 1984, va realitzar cursar la llicenciatura de Filosofia a la Universitat Federal d'Alagoas. Del 1985 al 1989 va ser novici al monestir de São Bento, a la ciutat de Rio de Janeiro, i al monestir trappista de Nossa Senhora do Novo Mundo de Curitiba.
El 1990 va tornar al Seminari de Maceió, on va iniciar estudis a la Facultat de Teologia. L'any següent, va anar a Roma i va completar teologia a la Pontifícia Universitat Gregoriana, amb un màster en Teologia Dogmàtica.
Va ser ordenat sacerdot el 15 d'agost de 1992. Com a sacerdot, va ser rector de l'Església Nossa Senhora do Livramento de Maceió, del 1994 al 2009 va ser professor de teologia al Seminari Provincial de Maceió i al Curs de teologia del Centre d'Estudis Superiors de Maceió; també va ser professor a l'Institut Franciscà de Teologia, a la ciutat d'Olinda, i a l'Institut Sedes Sapientiae, a Recife.
Va ser membre del Consell Presbiterià de l'arxidiòcesi de Maceió, del Cabido Metropolitano i del Col·legi de Consultors; també va ser vicari episcopal per als laics i coordinador de la Comissió de Formació Política i responsable dels diaques permanents i de l'escola diaconal arxidiocesana.
El 2008 va fer campanya a la presidència del Brasil per a Jair Bolsonaro. Si bé és cert que no va demanar de forma activa el vot pel candidat ultra, sí que va estar repetint el seu missatge moralista durant els dies previs als comicis electoral.
L'1 d'abril de 2009 el papa Benet XVI el va nomenar bisbe auxiliar de l'arxidiòcesi d'Aracaju amb el títol d'Acufida. El 19 de juny de 2009, l'arquebisbe de Maceió, Antônio Muniz Fernandes, el va ordenar bisbe. El 19 de març del 2014, el papa Francesc el va nomenar bisbe de la diòcesi de Palmares.
Durant l'esclat de la pandèmia per COVID-19 de 2019-2020 va adoptar postures negacionistes al respecte, i va manifestar que l'amenaça del coronavirus era una «senyal de Déu» i que «la ciència és sempre precària».

## Malaltia i mort
El 4 de juliol de 2020 va ser ingressat a l'Hospital Memorial São José, a Recife, amb un greu problema respiratori víctima de la COVID-19. Segons la seva diòcesi, va encaixar bé la situació: estava tranquil, serè i amb una profunda espiritualitat. Un dies després, el 18 de juliol, va morir als 57 anys, víctima de complicacions amb la malaltia. Segons informació de la diòcesi, es va traslladar el seu cos a la seva ciutat natal, Palmares.
L'endemà de la seva mort, l'alcalde de Maceió, Rui Palmeira, va oferir el seu condol a la família i va decretar un dol oficial en memòria del bisbe, comprès entre el 20 i el 23 de juliol. La diòcesi de Palmares va celebrar una missa exequial a les 10 del matí del 19 de juliol que, a causa de la COVID-19, només va comptar amb la participació de bisbes, sacerdots, diaques i la família del difunt. El seu cos va ser enterrat a la catedral diocesana de Nossa Senhora da Conceição dos Montes.